# Околович, Владимир Николаевич
Влади́мир Никола́евич Около́вич (1 января 1933, Владивосток, Дальневосточный край — 23 августа 2021, Тверь) — советский, казахстанский и российский учёный (экспериментальная ядерная физика), вице-президент Академии наук Казахстана (1987—1995).
Доктор физико-математических наук, профессор. Академик АН Казахской ССР (1987). Академик НАН РК (1992). Заслуженный деятель науки и техники Казахской ССР. Развил новое научное направление в ядерной физике — исследование структуры и свойств аномально деформированных доактинидных в реакции деления.

## Биография
Родился 1 января 1933 г. во Владивостоке.
Окончил среднюю школу в Алма-Ате (1950) и Томский политехнический институт (1956) по специальности «Инженер-физик».
В 1956—1957 годах — лаборант лаборатории высоких энергий Физико-технического института АН Казахской ССР. В 1957—1958 годах — стажёр ИАЭ. В 1958—1960 годах — младший научный сотрудник лаборатории космических лучей Института ядерной физики АН КазССР.
В 1960—1963 годах — аспирант ФЭИ (Обнинск). В 1964 году защитил кандидатскую диссертацию на тему «О зависимости средней кинетической энергии осколков деления от энергии возбуждения и нуклонного состава делящегося ядра».
В 1964—1996 годах работал в Институте ядерной физики АН Казахской ССР (НАН РК), в 1970—1986 гг. — заместитель директора и зав. лабораторией.
В 1977 году защитил докторскую диссертацию на тему «Исследование процесса деления доактинидных ядер в реакциях с заряженными частицами».
Главный учёный секретарь Президиума АН КазССР (1987). Вице-президент Академии наук Казахской ССР и независимого Казахстана (1987—1995). Полномочный представитель правительства Республики Казахстан в ОИЯИ (1992—2000).
С 1997 года — профессор кафедры общей физики Тверского государственного университета.
Автор около 300 научных работ. Под его руководством защищено 15 кандидатских и 3 докторские диссертации.
Сочинения:
- Характеристики осколков при делении составных ядер U236, Pu237, Pu239, Pu242, Am241, Cm243 в реакции (?, f) [Текст] / В. Н. Околович, А. Ф. Павлов ; АН КазССР. Ин-т ядерной физики. — Алма-Ата : [б. и.], 1975. — 22 с., 5 л. ил.; 21 см.
- Изучение и анализ асимметрии деления ядер c Z = 81 — 85 [Текст] / М. Г. Иткис, В. Н. Околович, А. Я. Русанов, Г. Н. Смиренкин. — Алма-Ата : Ин-т ядерной физики, 1984. — 64 с. : ил.; 21 см.